# Нате!
«Нате!»  — радянська і російська рок-група з Ленінграду. Гурт засновананий в 1986 році і остаточно розпався в 2011 році. Свою назву колектив отримав завдяки однойменному віршу Маяковського.

## Історія
Група була створена в 1986 році засновником «Аліси» Святославом Задерієм, незадовго до цього покинув колектив. До її першого складу увійшли гітарист Ігор «Довгий» Борисов, басист Михайло Малін, клавішник Олексій Пейн і барабанщик Дмитро Бучин. Гурт«Нате!» дебютував 7 березня 1987 на святкування шестиріччя Ленінградського Рок-клубу, після чого відбулися гучні гастролі в Москві і майже провальний виступ на V Фестивалі ЛРК, напередодні якого до «Нате!» приєднався саксофоніст Олександр «Пончик» Журавльов.
Наслідком невдачі стала радикальна зміна складу: місце Маліна зайняв Михайло Виноградов, а Бучина змінив Сергій Наветний. У такому складі «Нате!» блискуче виступила на фестивалі «Черноголовка-87», гастролювала по країні і брала участь в десятці регіональних рок-фестивалів. Восени 1987 року Журавльова, який приєднався до Аліси, підмінив Дмитро Федоров, а за Пейна з «Нате!» в цей період час від часу грав Павло Кондратенко.
Насичене подіями життя «Нате!» уважно відстежував щомісячник «РІО», в якому регулярно публікувалися рецензії на їхні концерти і репортажі з гастролей гурту, а в січні 1988 Задерій став героєм його чергової обкладинки і програмного інтерв'ю.
Навесні 1988 склад «Нате!» знову змінився: до Задерія і Наветного приєдналися гітарист Олександр Ошибченко, клавішник Андрій Селюнін (брат соліста групи «Вихід» Сергія Селюніна) і бас-гітарист Олег Малий. Борисов пішов у «Поп-Механіка», а Дубов став співзасновником колективу «Духи», а в 90-х виїхав до Німеччини, де і проживає донині.
Виступ на VI Фестивалі Рок-клубу стало, на думку багатьох очевидців, кульмінацією події: Задерій зачитав зі сцени звернення вітчизняних рок-музикантів до уряду (скомпоноване московським журналістом Іллею Смірновим), а група зіграла як ніколи потужно і впевнено.
До цього часу «Нате!» досягли піку своєї форми: впізнавана мелодійна мова, винахідливі аранжування, рок-н-рольний драйв, дотепні тексти, спрямовані проти різноманітних табу святенницької моралі, зробили колективові ім'я, а їх пісні «Это», «Шпиономаня», «Колумба из Америки», «Конгресс Страха», «Девочки», «Антиромантика», «Ёжик» (на вірші Олександра Башлачова), «Кошке хочеться спать» (складена Задерієм разом з Костянтином Кінчевим) гриміли по всій країні. Пізніше в репертуарі «Нате!» з'явилися пісні братів Андрія і Сергія Селюниних, а також Сергія Наветного. У 1988 звукорежисер групи Сергій Логінов записав на студії групи «Фронт» матеріал, що склав два альбоми «Не бойся» і «Этология».
Разом з тим, усередині групи  почали накопичуватися серйозні протиріччя (які нерідко сам провокував Задерій), і після завершального затяжне турне по країні трумфального виступу на фестивалі журналу «Аврора» у вересні 1989 «Нате!» почали швидко розповзатися по швах.
1990 вони зустріли в розбраті: у листопаді 1989 Ошибченка змінив Валерій Тушин, два місяці потому слідами Ошибченко пішли Селюнін з Наветним, які об'єдналися з двома учасниками з Одеси психоделічної групи «Кошкин дом».
Задерій в цей час займався проектом «Гамбринус», до складу якого увійшли учасники «Нате!» і «Кошкиного дома», а також лідер одеської групи «Бастион» Ігор «Ганя» Ганькевич, який раніше грав у «Нате!». За клавішними знову з'явився Кондратенко, а нову ритм-секцію склали басист Вадим Снєгірьов і ударник Михайло «Надувний»  Лисенко. Широкого успіху група не мала.
У березні Ганькевич повернувся до Одеси, де через три місяці помер від серцевого нападу, а Лисенко приєднався до Снєгірьова в «Народное ополчение». У першій половині 90-х обидва разом грали в «17 пилотов в огне». Наступним барабанщиком «Нате!» став Арсен Ізраїлов, а бас-гітара по черзі діставалася Дубову, Малому і т. д., але незабаром Дубів пішов в «АУ», Малий опинився за ґратами, і до літа 1990 колектив, потонувши в безодні персональних проблем, розпався. Недовгий час Задерій і Ізраїлов виступали удвох в акустиці.
Протягом першої половини 90-х Задерій виступав соло або напару зі своєю супутницею Айгуль Бакіровою; він також зібрав і розпустив кілька нових і, в більшості, недовговічних складів «Нате!» У 1991 Задерій взяв участь у студійному проекті «Джазус Крест». Продюсером альбому виступив Петро Мамонов.
На початку 1993 року на світ з'явилася чергова версія «Нате!», в якій грали Задерій, Ізраїлов, гітарист Андрій Сударушкін, басист Дмитро «Дуче» Бациев і Олексій «Зелений» Сафронов, по мірі необхідності брав в руки гітару або бонги. Цим складом «Нате!» у квітні 1993 виступили на Рок-чемпіонаті в Новгороді Великому. Ізраїлов і Бациев в той час служили на ниві культури в Театрі Реального Мистецтва Еріка Горошевского, а пізніше знову зустрілися в лавах «Кафе».
Деякий час з Задерием співпрацював автор-виконавець з Всеволожська Володимир Бредіхін, але цей період теж не був відзначений особливими звершеннями.
Чергове повернення Задерия на сцену стало можливо лише восени 1996, коли він підійшов до творчого процесу більш усвідомлено. Наступної зими він записав свій сольний альбом «В Рок-н-ролльном сите», у червні 1997 виступив на Пітерському Рок-фестивалі Театру ДДТ, а трохи пізніше на презентації альбому «В Рок-н-ролльном сите» і перевидання альбому «Не бойся» в клубі «Black Dog», після чого розпочав пошук музикантів для своєї нової групи «Магна Матер».
Один з перших виступів реанімованого «Нате!» відбувся у лютому 1998 року в ДК ім. Горького на концерті, присвяченому десятиріччю з дня смерті Олександра Башлачова. У той же період Задерій записав свій новий студійний альбом «Филантроп».
Тим не менше, у січні 2003 назву «Нате!» знову з'явилися на афішах: на цей раз компанію Задерію склали Олег Малий (бас), Олексій «Зелений» Сафронов (гітара) і Олександр «Блекмор» Троїцький (ударні).
У 2003-2005 Задерия з різними музикантами можна було зрідка зустріти на сцені. Зокрема, у березні 2004 «Нате!» були запрошені на концерт в клубі «Порт», присвячений 44-й річниці з дня народження Андрія «Свиней» Панова. Крім того, на початку 2005 Святослав розпочав запис альбому-посвячення своєму колишньому колезі по «Камчатці» Олександру Башлачеву, до участі до чого вирішив залучити всіх зірок, а також виступив ініціатором проведення приурочених до чергової річниці з дня його загибелі концертів в Пітері і Москві.
У зібраний з такої нагоди склад «Нате!» зразка 2005 року увійшли як старі колеги Задерія: барабанщик Михайло Нефьодов, клавішник Андрій Селюнін, гітарист Олексій Сафронов, так і порівняно нові в цій компанії люди — гітарист Павло Васильєв і басист Василь Соколов.
Колектив остаточно припинив існування в 2011 році у зв'язку зі смертю Задерія.

## Дискографія
- Не бойся! (1989)
- Этология (1990)
- Джазус Крест (1991)
- В Рок-н-ролльном сите (1997) (сольный альбом Святослава Задерия)
- Филантроп (1997) (Магна Матер)
- Рок-н-ролл! (1999) (переиздание сольного альбома Святослава Задерия «В Рок-н-ролльном сите»)
- Роза (1999)
- Семь кругов беспокойного лада (2006) (пісні Олександра Башлачова в виконанні рок-музикантів Санкт-Петербурга)